# Cerveza trapense

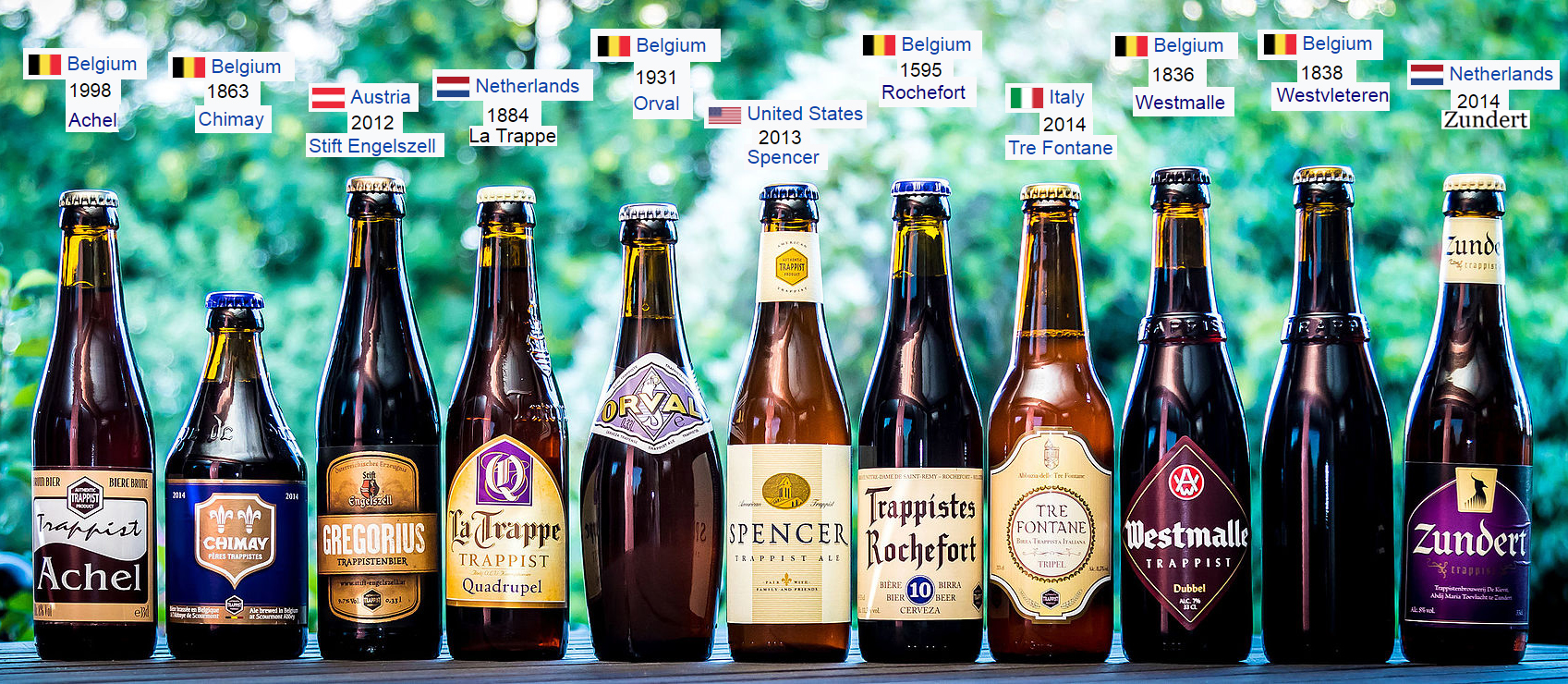
Cervezas trapistas: Achel, Chimay, Engelszell, La Trappe, Orval, Spencer, Rochefort, Tre Fontane, Westmalle, Westvleteren, y Zundert.

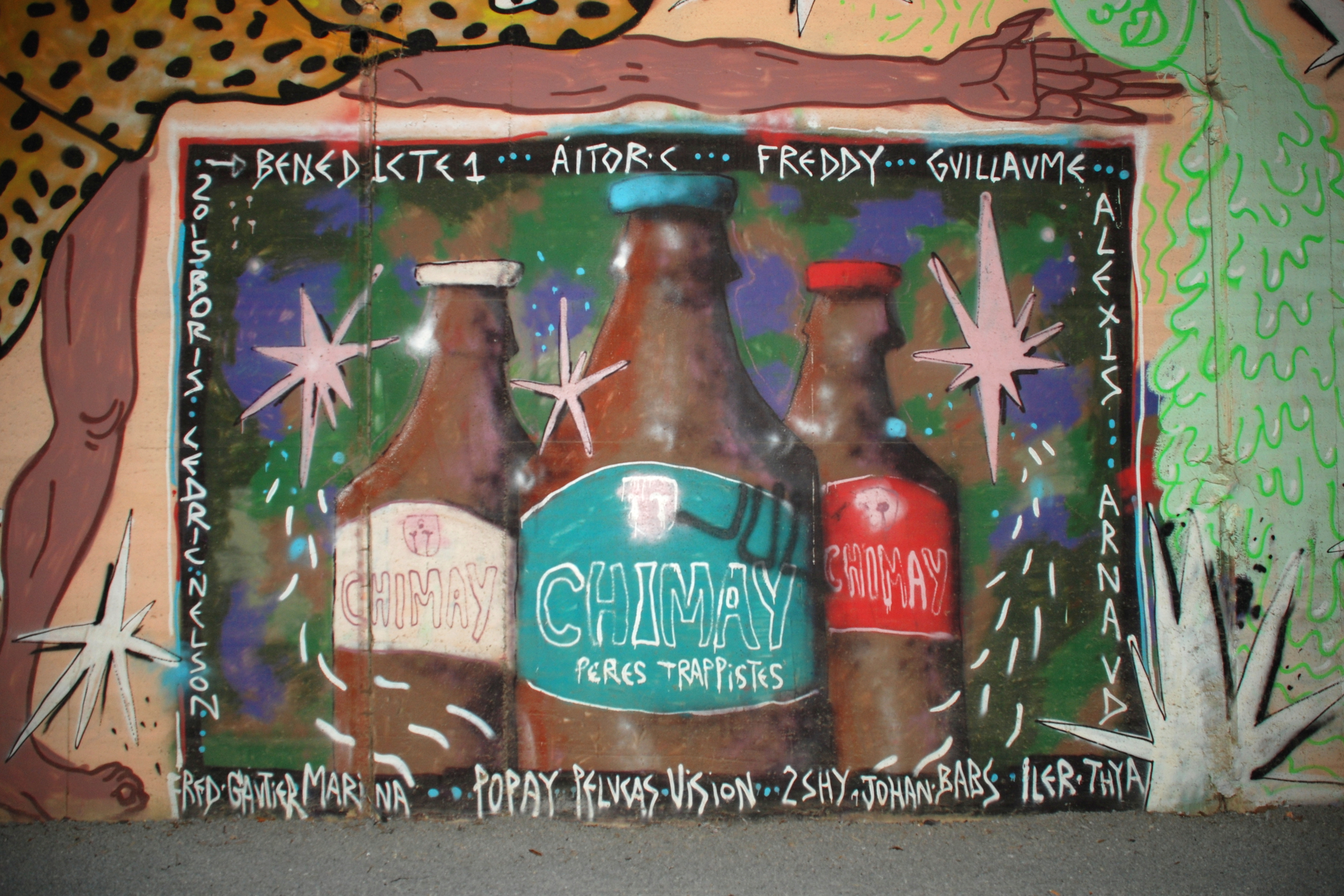
Botellas de Chimay representadas en un mural de la estación de Lovaina-la-Nueva (Bélgica).

Las cervezas trapenses o trapistas son cervezas elaboradas en monasterios trapenses, aunque de forma oficial únicamente se fabrica cerveza trapense en catorce de los 171 monasterios que existen. En Bélgica hay seis de ellos, los otros se encuentran en los Países Bajos (2), Austria, Italia, Estados Unidos, Inglaterra, Francia y España. 
Las cervezas trapenses deben ser preparadas respetando los criterios definidos por la Asociación Internacional Trapense si quieren poder llevar el logo «Authentic Trappist Product» (ATP), emitido por esa Asociación. En la actualidad (2021), existen once cervezas trapistas reconocidas con el sello ATP (Authentic Trappist Product) (sin contar los distintos tipos que elabore cada marca), cinco en Bélgica (Chimay, Orval, Rochefort, Westmalle y Westvleteren), dos en Países Bajos (La Trappe y Zundert) y una en Austria (Engelszell), Estados Unidos (Spencer), Italia (Tre Fontane) e Inglaterra (Tynt Meadow). A estas se suman las tres cervezas trapistas que a fecha 2021 no están reconocidas con el sello ATP: la Mont des Cats francesa, la española Cardeña, y la belga Achel, que perdió su sello en 2021.

## Historia

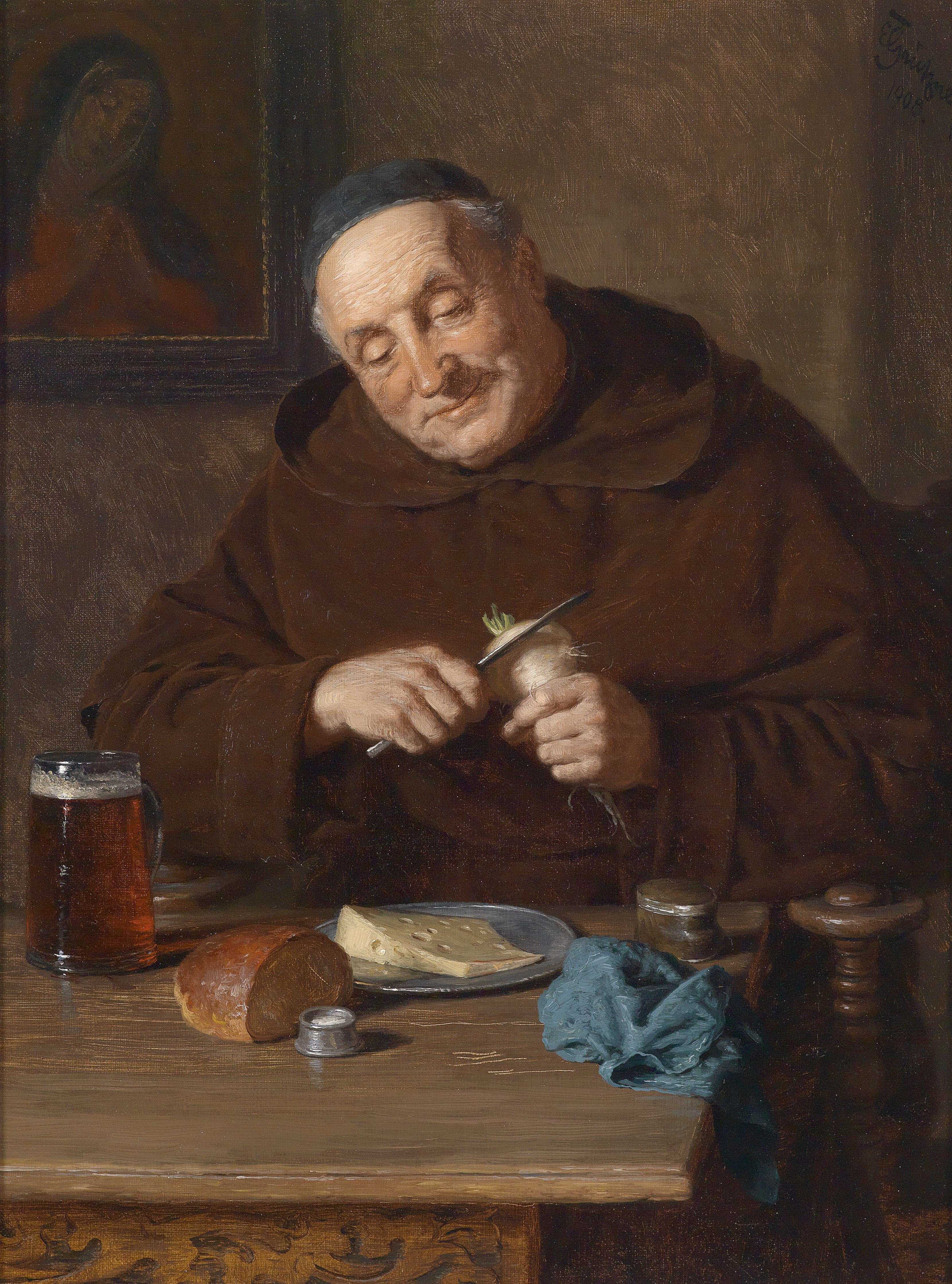
Los monjes guardaron y mejoraron los procesos fermentativos de la cerveza.

La orden trapense tiene su origen en el monasterio cisterciense de La Trappe, Francia. Existieron varias congregaciones cistercienses durante muchos años, y cerca de 1665 el abad de La Trappe sintió que la regla de los cistercienses se estaban relajando. Así que introdujo unas nuevas reglas estrictas en la abadía (incluyendo que únicamente se pudiera beber agua) y nació la Estricta Observación. Desde entonces, se han suavizado varias normas de la Orden.
En el siglo XIX, la cerveza fue elaborada en monasterios franceses siguiendo la Estricta Observación y más tarde fue introducida en los monasterios belgas. Los trapenses, como muchos otros religiosos, elaboraban cerveza para poder sufragar su labor. Muchos de los monasterios productores fueron destruidos durante la Revolución francesa y las Guerras Mundiales. Entre ellos, el trapense fue el más activo: había al menos seis productores trapenses en Francia, seis en Bélgica, dos en los Países Bajos, uno en Alemania, uno en Austria y posiblemente en otros países.
La creciente popularidad de las cervezas trapenses a lo largo del siglo XX ha hecho que empresas cerveceras sin conexión con la Orden etiqueten sus cervezas como "trapenses". Para proteger su renombre y la autenticidad de sus productos, los trapenses registraron las marcas de sus cervezas y crearon la Asociación Internacional Trapense.

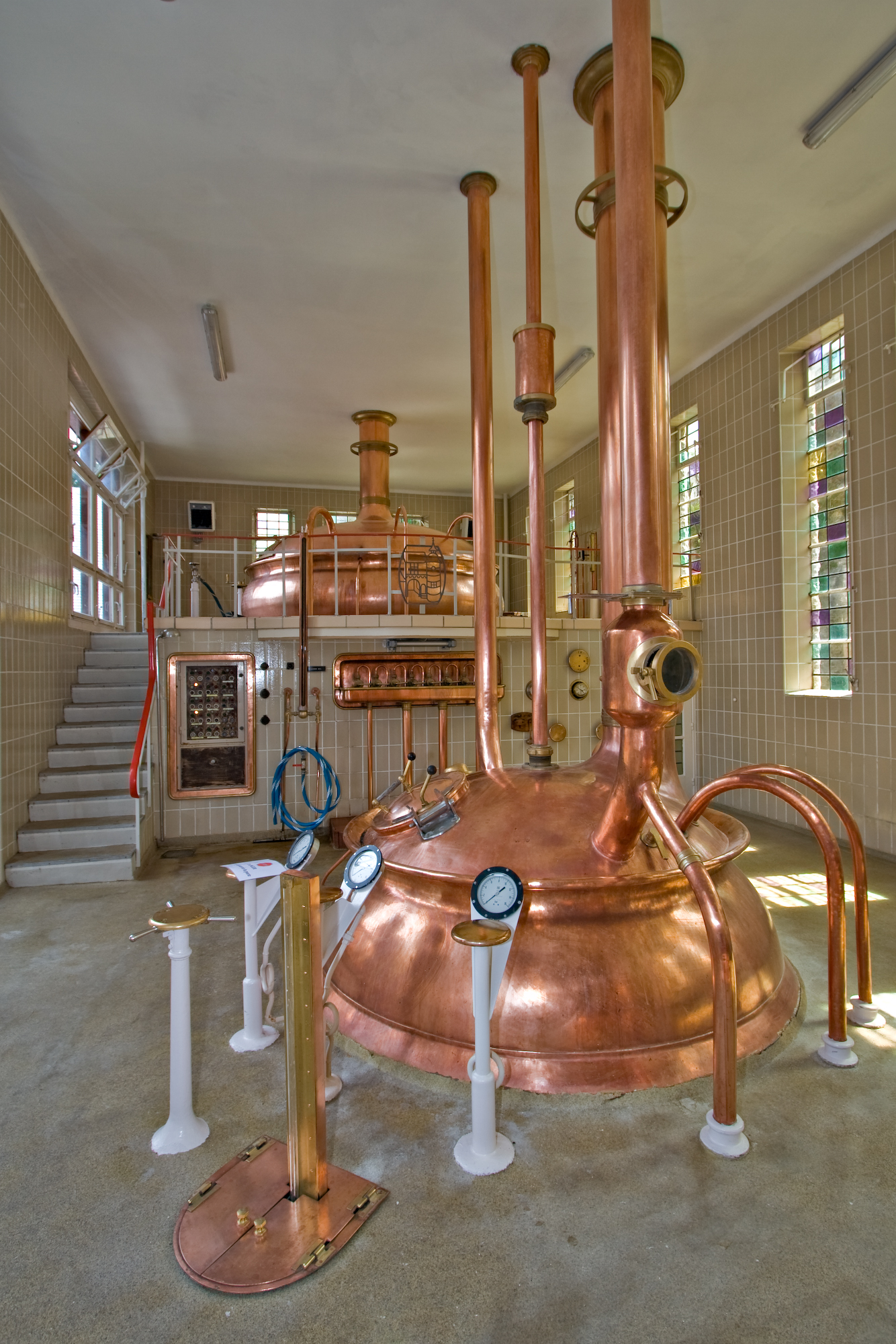
Brasserie de la abadía de Saint-Rémy de Rochefort.

## Cervecerías reconocidas por la Asociación Internacional Trapense

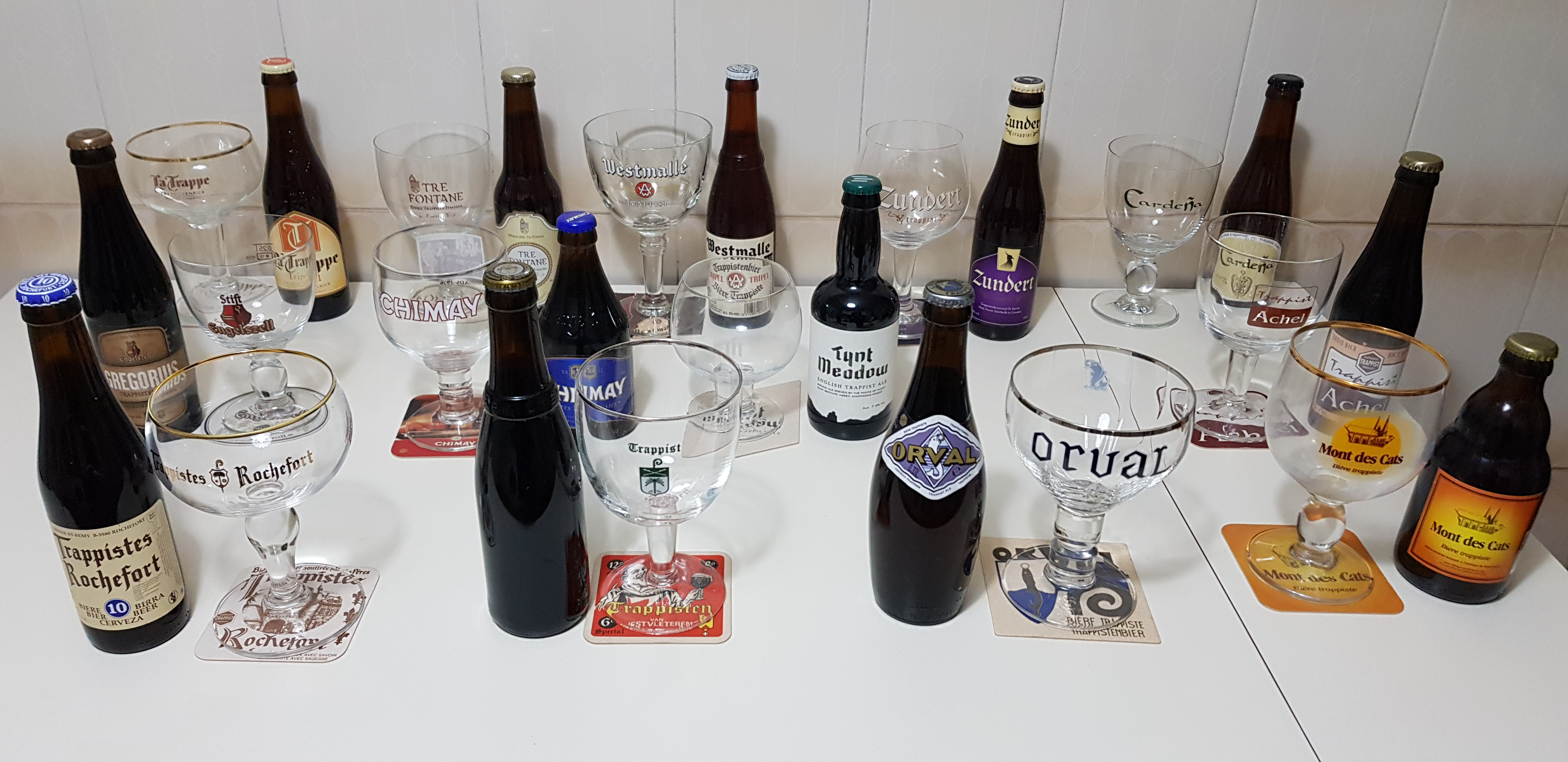
Trece cervezas trapenses con sus copas.

En 1997, ocho abadías trapistas —seis de Bélgica (Orval, Chimay, Westvleteren, Rochefort, Westmalle y Achel), una de Países Bajos (Koningshoeven) y otra de Alemania (Mariawald)— fundaron la Asociación Internacional Trapense (AIT) con el fin de prevenir que empresas no trapistas abusar de la denominación trapista o trapense. Esta asociación privada sin ánimo de lucro creó un logo que se adjunta en el etiquetado de sus productos (queso, cerveza, vino, etc.) que supone la adscripción y cumplimiento de unas reglas precisas de producción.
Las cervezas deben cumplir los siguientes requisitos:
1. El producto debe producirse dentro de los muros o en las proximidades de la abadía.
2. El producto debe ser producido por o bajo la supervisión de la comunidad monástica y la operación debe estar subordinado al monasterio y su cultura monástica.
3. Los ingresos serán usados para el sustento de los monjes y para el mantenimiento del monasterio. Lo que sobre debe destinarse a obras sociales.

La primera incorporación de nuevas cervecerías a la AIT tuvo lugar en 2012 cuando la abadía trapista de Engelszell en Engelhartszell, (Austria), reabrió su fábrica de cerveza (Trappistenbrauerei Engelszell) reanudando su producción, la cual había cesado en 1929. Ese mismo año obtuvo el logo de Authentic Trappist Product para su cerveza.

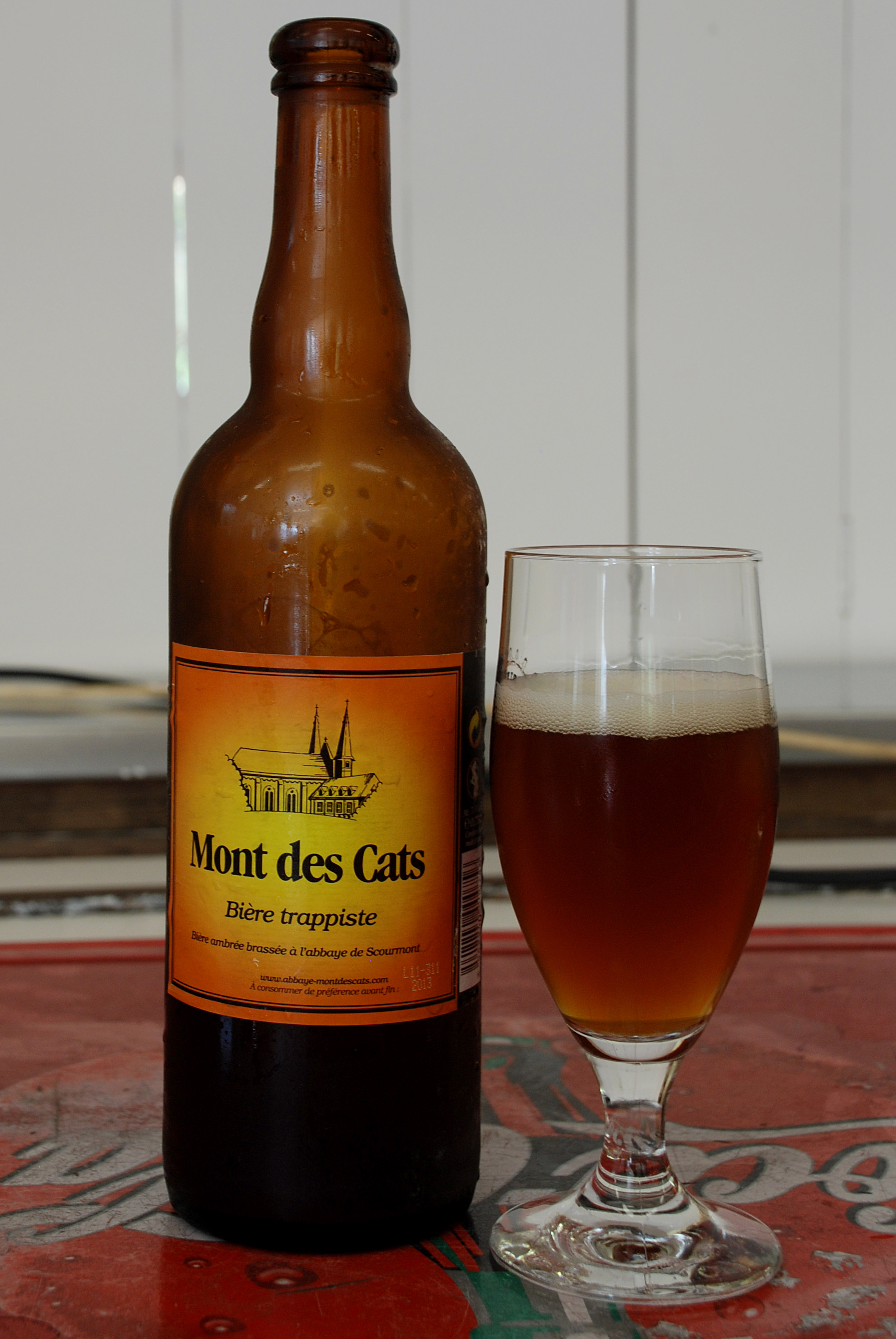
La cerveza trapista Mont des Cats.

En diciembre de 2013, tanto la abadía de Maria Toevlucht situada en Zundert (Países Bajos) como la Abadía de Saint Joseph situada en Spencer, Massachusetts (Estados Unidos) recibieron el reconocimiento de la AIT para sus cervezas trapistas. En 2015 la cerveza elaborada en la abadía de Tre Fontane de Roma (Italia) recibió la certificación AIT.
En 2018, la abadía inglesa de Mount Saint Bernard consiguió el sello de la AIT para su nueva cerveza Tynt Meadow, convirtiéndose en el duodécimo miembro del selecto club. En 2021 el número de cervezas trapenses reconocidas descendió de nuevo a once, al perder Achel su sello debido a la marcha de los últimos monjes de la abadía y por tanto incumplir uno de los requisitos marcados por la Asociación..
La abadía trapense de Mariawald, situada en Alemania, lleva sin producir cerveza desde 1953, y pese a ser miembro fundador de la AIT sus productos no llevan el logotipo de la AIT, pero sí pueden comercializarse con la denominación «trapense».
La cerveza de la abadía de Mont des Cats (Francia) es considerada una trapista más pero no tiene el certificado y logo ATP, pues se produce en el Monasterio de Scourmont (Chimay), ya que sus instalaciones fueron destruidas por un bombardeo en 1918 durante la Primera Guerra Mundial. Al no cumplir este punto, tiene la denominación de origen "trapista" pero no el certificado "ATP" que otorga la Asociación Internacional Trapense. Es lo que se podría llamar una "cerveza de solidaridad".
En 2016 San Pedro de Cardeña se convierte en el primer monasterio español en producir cerveza trapense, si bien no cuenta con el sello otorgado por la Asociación Internacional Trapense debido a que no cumple con los requisitos (estar elaborada por monjes dentro de los muros del monasterio). La idea de crear la cerveza Cardeña, una triple rubia de 7%, parte del padre José Luis y el creador de la bebida, Bob Maltman, además del experto cervecero belga Erick Coene. Como en cualquier otro monasterio trapense, lo obtenido con la venta de la cerveza se destinará a sustentar el monasterio y a obras de caridad.
|    | Cervecería                                          | Cerveza      | Ubicación      | Año  | Producción (Año)  |
| -- | --------------------------------------------------- | ------------ | -------------- | ---- | ----------------- |
| 1  | Brasserie de Rochefort                              | Rochefort    | Bélgica        | 1595 | 18 000 hl (2005)  |
| 2  | Brouwerij der Trappisten van Westmalle              | Westmalle    | Bélgica        | 1836 | 120 000 hl (2005) |
| 3  | Brouwerij Westvleteren/St Sixtus                    | Westvleteren | Bélgica        | 1838 | 4750 hl (2005)    |
| 4  | Bières de Chimay                                    | Chimay       | Bélgica        | 1863 | 180 000 hl (2015) |
| 5  | Brasserie d'Orval                                   | Orval        | Bélgica        | 1931 | 71 000 hl (2005)  |
| 6  | Brouwerij der Sint-Benedictusabdij de Achelse Kluis | Achel        | Bélgica        | 1998 | 4500 hl (2005)    |
| 7  | Brouwerij de Koningshoeven                          | La Trappe    | Países Bajos   | 1884 | 145 000 hl (2003) |
| 8  | Abadía de Engelszell                                | Engelszell   | Austria        | 2012 | 2000 hl (2016)    |
| 9  | Abadía de Saint Joseph                              | Spencer      | Estados Unidos | 2013 | 4694 hl (2014)    |
| 10 | Brouwerij Abdij Maria Toevlucht                     | Zundert      | Países Bajos   | 2014 | 5000 hl (2013)    |
| 11 | Abadía de Tre Fontane                               | Tre Fontane  | Italia         | 2015 | 2000 hl (2015)    |
| 12 | Abadía Mount Saint Bernard                          | Tynt Meadow  | Inglaterra     | 2018 | 2000 hl (2018)    |
| 1. |                                                     |              |                |      |                   |

| Bélgica Países Bajos Stift Engelszell Abadía de Tre Fontane Abadía de Saint Joseph Abadía Mount Saint Bernard Países Bajos De Koningshoeven Brouwerij (La Trappe) De Kievit Brouwerij (Zundert) Bélgica Brasserie de Rochefort Abadía Trapista de Westmalle Abadía de San Sixto de Westvleteren Bières de Chimay Brasserie d'Orval De Achelse Kluis Cervecerías reconocidas por la Asociación Internacional Trapense en el mundo | Rochefort Westmalle Westvleteren Chimay Orval Achel La Trappe Zundert Cervecerías reconocidas por la Asociación Internacional Trapense en el Benelux |

## Estilos
Todas las cervezas trapenses son de fermentación alta, y generalmente acondicionadas en botella. Las cervecerías trapenses emplean varias nomenclaturas para distinguir las distintas cervezas que producen principalmente basadas en su graduación alcohólica.
El sistema más conocido es aquel en que las cervezas se denominan Enkel/Single, Dubbel/Double y Tripel/Triple. Estos términos guardan relación de forma aproximada con la cantidad de malta empleada y la densidad original (original gravity en inglés) para una Dubbel y una Tripel, anotando en las barricas dicha información. Las Enkels ya no se elaboran como tal.
Los colores también pueden indicar los distintos estilos, remontándose a la época en que las botellas no llevaban etiquetas y tenían que identificarse a través de la chapa o tapón. Las etiquetas de las cervezas Chimay se basan en este método (en orden creciente de graduación desde el rojo, blanco y azul). Por el contrario, Westvleteren no etiqueta sus botellas.
Existe un sistema de numeración (6, 8 y 10, como Rochefort), que indica la intensidad de la cerveza, pero no guarda relación exacta con su graduación por volumen. Achel combina tanto los sistemas de distinción sobre la base de la intensidad como al color de la cerveza al producir tanto cerveza rubia como oscura, ambas en distintas graduaciones. Es incorrecta la creencia de que dubbel, tripel o quadrupel hace referencia al número de fermentaciones que experimenta la cerveza, ya que la mayoría experimentan una segunda fermentación en botella (también denominado acondicionamiento en botella). Tampoco guarda una relación con la cantidad de malta empleada, sí que se emplea mayor cantidad en una tripel respecto a una dubel, pero no guarda ningún tipo de proporción exacta. Otra teoría afirma que la denominación de doble y triple venía de cuando se realizaba una, dos o tres extracciones de mosto (lavados de malta) de un mismo proceso. La primera daba lugar a una tripel, la segunda a una dubbel, y la última a una cerveza floja tipo patersbier.

### Dubbel
El término «Dubbel» es una convención propia de las cervecerías trapenses. El origen hay que buscarlo en una cerveza elaborada por la abadía trapense de Westmalle en 1856. Pronto su «Westmalle Dubbel» fue copiada por otras cervecerías, tanto trapenses como industriales, dentro y fuera de las fronteras belgas, dando lugar a la emergencia del estilo. El estilo Dubbel se caracteriza por ser de una cerveza tostada intensidad media-alta (6%-8% alc. vol.), con un amargor atenuado, buen cuerpo y pronunciado sabor a fruta madura y cereales. Como ejemplos podemos encontrar Westmalle Dubbel, Chimay Roja, La Trappe Dubbel, Achel 8 Bruin y Rochefort 6.

### Tripel

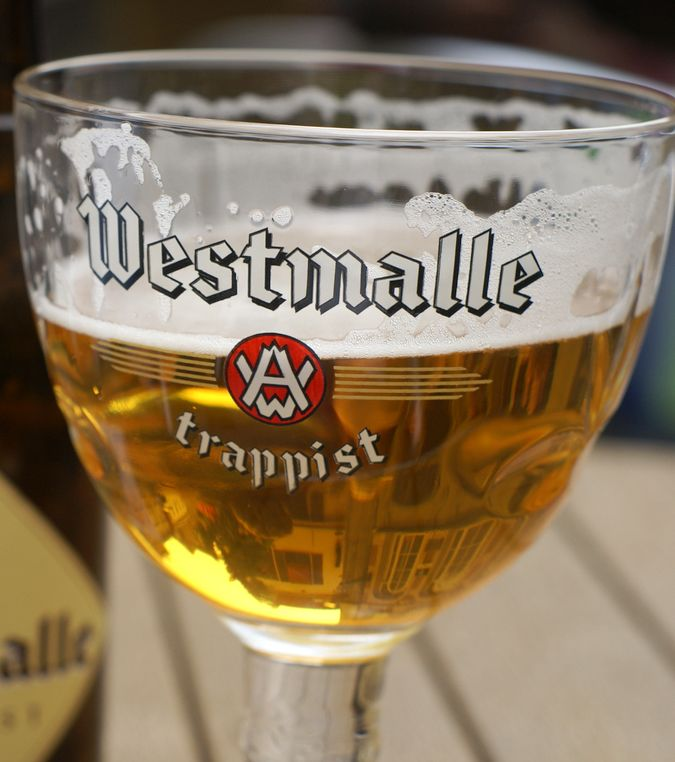
Westmalle Tripel.

El término «Tripel» o «trippel» describe la cerveza más fuerte de la gama de una cervecería trapense. Se considera que la Westmalle Tripel fue la primera cerveza en su estilo y su desarrollo tuvo lugar en la década de 1930. Achel 8 Blond, Westmalle Tripel, La Trappe Tripel, y Chimay Blanca son ejemplos de tripels trapenses, pero este estilo es aún más popular entre las cervecerías seculares como St. Feuillien, Bosteels y St. Bernardus. Las tripels como estilo suelen ser cervezas con un contenido de alcohol de 8 a 10 por ciento

### Otros
Muchas cervecerías trapistas también elaboran una patersbier , literalmente «cerveza para los padres», que solo está disponible para consumir en el propio monasterio. Suele estar destinada al consumo monástico, pero a veces se comercializa a los visitantes del monasterio. El término patersbier no hace referencia a un estilo en sí, sino que se trata de una versión más suave de su cerveza habitual y va asociada al consumo por los monjes y a festividades, hechos relacionados con la tradición trapense de austeridad. Chimay Dorée y Petite Orval son ejemplos de este estilo o tipo de cerveza.
Enkel, que significa «simple», es un término usado antaño para describir la receta base de sus cervezas. Actualmente no hay ninguna cervecería que emplee este término. En su lugar se us las palabras «Blond(e)» (La Trappe, Westvleteren), "5" (Achel) o "6" (Rochefort) para describir la cerveza más suave. 
Quadrupel es el nombre que Koningshoeven utilizó a la cerveza La Trappe que es más fuerte que su tripel.